# Catonia carolina
Catonia carolina är en insektsart som beskrevs av Metcalf 1923. Catonia carolina ingår i släktet Catonia och familjen vedstritar. Inga underarter finns listade i Catalogue of Life.